# جيريمياه براون
جيريمياه براون (بالإنجليزية: Jeremiah Brown)‏ هو محامي وقاضي وسياسي أمريكي، ولد في 14 أبريل 1785، وتوفي في 2 مارس 1858. انتخب عضو مجلس نواب بنسيلفانيا وانتخب عضو مجلس النواب الأمريكي.